# Иџипт (Арканзас)
Иџипт (енгл. Egypt) град је у америчкој савезној држави Арканзас.

## Демографија
По попису из 2010. године број становника је 112, што је 11 (10,9%) становника више него 2000. године.
| Група             | 2000.      | 2010.        |
| Белци             | 98 (97,0%) | 112 (100,0%) |
| Афроамериканци    | 0 (0,0%)   | 0 (0,0%)     |
| Азијати           | 0 (0,0%)   | 0 (0,0%)     |
| Хиспаноамериканци | 1 (1,0%)   | 0 (0,0%)     |
| Укупно            | 101        | 112          |